# Luke (album)
Luke è un album di Steve Lukather, chitarrista del gruppo statunitense dei Toto, pubblicato nel 1997.

## Tracce
1. Real Truth
2. Broken Machine
3. Tears of my Own Shame
4. Love the Things you Hate
5. Hate Everything About U
6. Reservations to Live
7. Don't Hang me on
8. Always be There for you
9. Open your Heart
10. Bag O'tales
11. Bluebird

## Musicisti

### Artista
- Steve Lukather - voce, chitarra acustica, chitarra elettrica, sitar elettrico, armonica a bocca, pianoforte Wulitzer, mellotron, tastiere

### Altri musicisti
- J.D. Maness - pedal steel
- Jim Cox - pianoforte Fender Rhodes, pianoforte Wurlitzer, organo Hammond
- David Paich - pianoforte Wurlitzer
- Brett Tuggle - tastiere
- Phil Soussan - basso, cori
- John Pierce - basso
- Pino Palladino - basso
- Gregg Bissonette - batteria, percussioni
- Maxie Anderson, Alfie Silas Duno - cori